# Estación de Bilbao (Metro de Madrid)

Primer tramo del Metro de Madrid inaugurado en 1919

Bilbao es una estación de las líneas 1 y 4 del Metro de Madrid situada bajo la glorieta de Bilbao en el madrileño distrito de Chamberí. Su tarifa corresponde a la zona A según el Consorcio Regional de Transportes de Madrid.

## Historia
La estación es una de las del primer tramo inaugurado en 1919 por el rey Alfonso XIII entre Sol y Cuatro Caminos, que forma parte de la línea 1.
Los andenes correspondientes a la línea 4 fueron inaugurados el 23 de marzo de 1944 y puestos en servicio al día siguiente, situándose perpendicularmente a los de la línea 1 según el eje Carranza-Sagasta.
Desde mediados de enero de 2015 los andenes de la línea 4 estuvieron pleno período de impermeabilización, causando alguna que otra mejora en las paredes de los andenes. Aprovechando las modificaciones de las paredes, se sustituyeron las paredes de mármol por vítrex amarillo plátano. Las obras terminaron a finales de julio de 2015.
Desde el 3 de julio de 2016, los andenes de la línea 1 de la estación permanecieron cerrados por obras de mejora de las instalaciones en la línea entre las estaciones de Plaza de Castilla y Sierra de Guadalupe. La finalización de las obras estaba prevista para el 12 de noviembre de 2016, siendo los andenes de la estación reabiertos el 13 de noviembre, al finalizarse los trabajos y restablecerse el servicio en el último tramo de la línea 1 en abrirse, entre las estaciones de Cuatro Caminos y Atocha Renfe. En ese tramo, las actuaciones llevadas a cabo fueron: la impermeabilización y consolidación del túnel, el más antiguo del suburbano madrileño, que fue reforzado mediante inyecciones de cemento y proyecciones especiales de hormigón con mallas metálicas de apoyo, y la instalación de la catenaria rígida, así como el montaje del resto de instalaciones y servicios.
El 1 de abril de 2017 se eliminó el horario especial de todos los vestíbulos que cerraban a las 21:40 y la inexistencia de personal en dichos vestíbulos.
Por obras de instalación de un ascensor en el andén 2 de la línea 4, los trenes de dicha línea no pararon en la estación entre el 20 de julio y el 20 de septiembre de 2019, ambos inclusive; pasando los trenes sin parar entre San Bernardo y Alonso Martínez. Los andenes de la línea 1 siguieron funcionando con normalidad.
Los andenes de la línea 4 permanecieron cerrados entre el 13 de enero y el 6 de marzo de 2020 por obras en la línea, mientras el servicio prestado por la línea 1 se mantuvo sin alteraciones.
El 3 de julio de 2020 se inauguraron en la estación siete ascensores, lo que la hacían totalmente accesible. Junto a estos, se llevó a cabo una renovación de las instalaciones, sustituyendo el anterior azulejo por placas de vítrex amarillo.

## Accesos
Vestíbulo Central
- Ascensor Gta. de Bilbao, 2 (esquina C/ Luchana y C/ Sagasta)
- Fuencarral Gta. de Bilbao, 5
- Manuela Malasaña  Gta. de Bilbao, 7 (semiesquina C/ Manuela Malasaña y C/ Fuencarral)

Vestíbulo Luchana
- Luchana, impares C/ Luchana, 21 (esquina C/ Trafalgar, pares). Acceso a andenes de Línea 1
- Francisco de Rojas C/ Luchana, 22 (esquina C/ Francisco de Rojas). Acceso a andenes de Línea 1
- Trafalgar C/ Luchana, 23. Acceso a andenes de Línea 1

## Líneas y conexiones

### Metro
| << cabecera        | < estación   | línea | estación >      | cabecera >>        |
| ------------------ | ------------ | ----- | --------------- | ------------------ |
| Pinar de Chamartín | Iglesia      |       | Tribunal        | Valdecarros        |
| Argüelles          | San Bernardo |       | Alonso Martínez | Pinar de Chamartín |

### Autobuses
| Diurnos   |                    |                                  |
| Línea     | Destino            | Parada                           |
| 21        | P.º Pintor Rosales | 1226 BILBAO (C/ Carranza, 2)     |
| 147       | Callao             | 1226 BILBAO (C/ Carranza, 2)     |
| C03       | Argüelles          | 1226 BILBAO (C/ Carranza, 2)     |
| 21        | B.º El Salvador    | 2967 BILBAO (C/ Carranza, 3)     |
| 147       | Barrio del Pilar   | 2967 BILBAO (C/ Carranza, 3)     |
| C03       | Puerta de Toledo   | 2967 BILBAO (C/ Carranza, 3)     |
| 40        | Tribunal           | 3373 BILBAO (C/ Fuencarral, 105) |
| 149       | Tribunal           | 3373 BILBAO (C/ Fuencarral, 105) |
| 149       | Plaza de Castilla  | 3374 FUENCARRAL-BILBAO           |
| 3         | Puerta de Toledo   | 3375 FUENCARRAL-BILBAO           |
| 37        | Puente de Vallecas | 3375 FUENCARRAL-BILBAO           |
| Nocturnos |                    |                                  |
| Línea     | Destino            | Parada                           |
| N23       | Cibeles            | 3375 FUENCARRAL-BILBAO           |

## Galería de imágenes

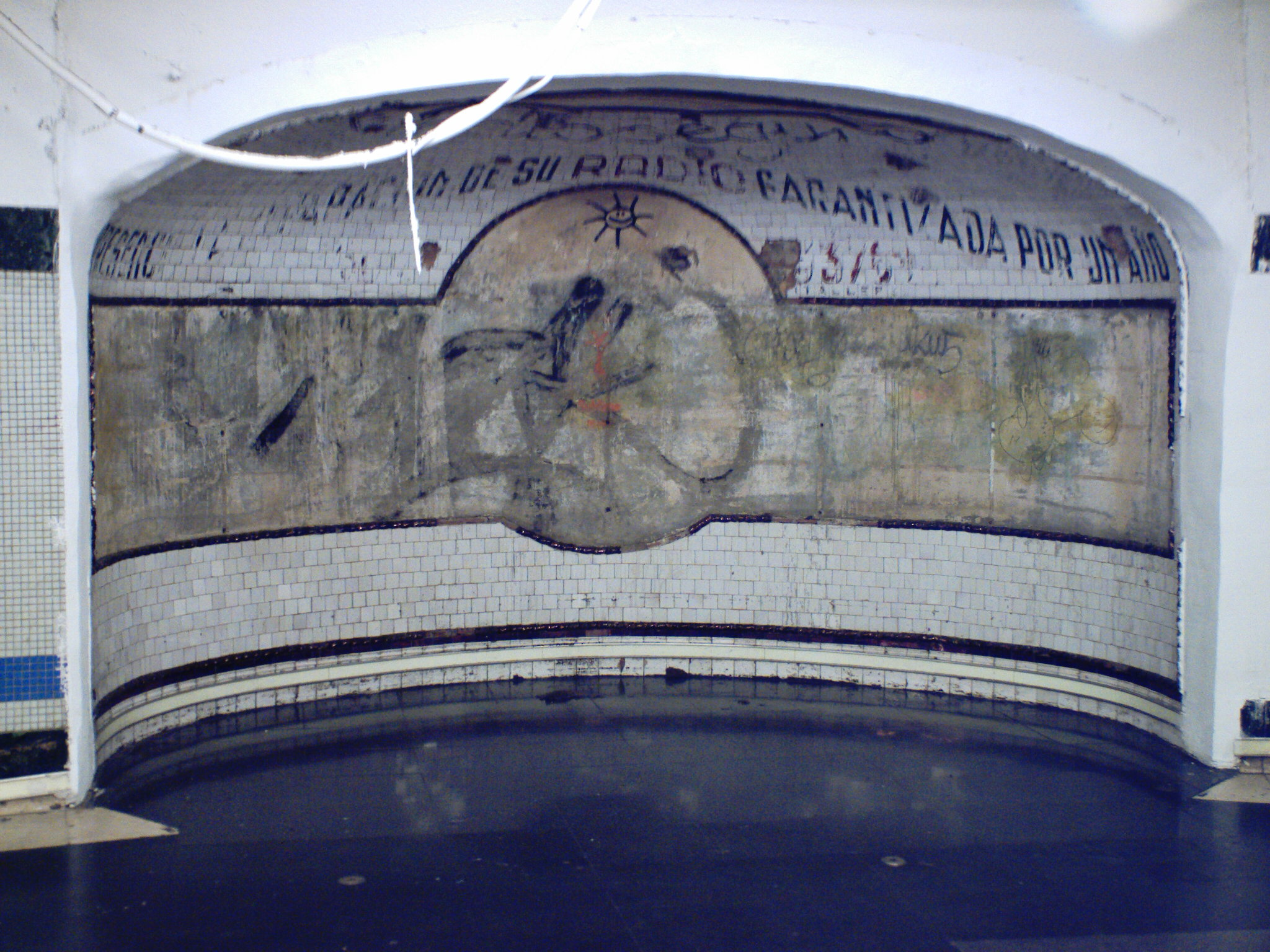
Antigua publicidad en los pasillos de la estación, antes...
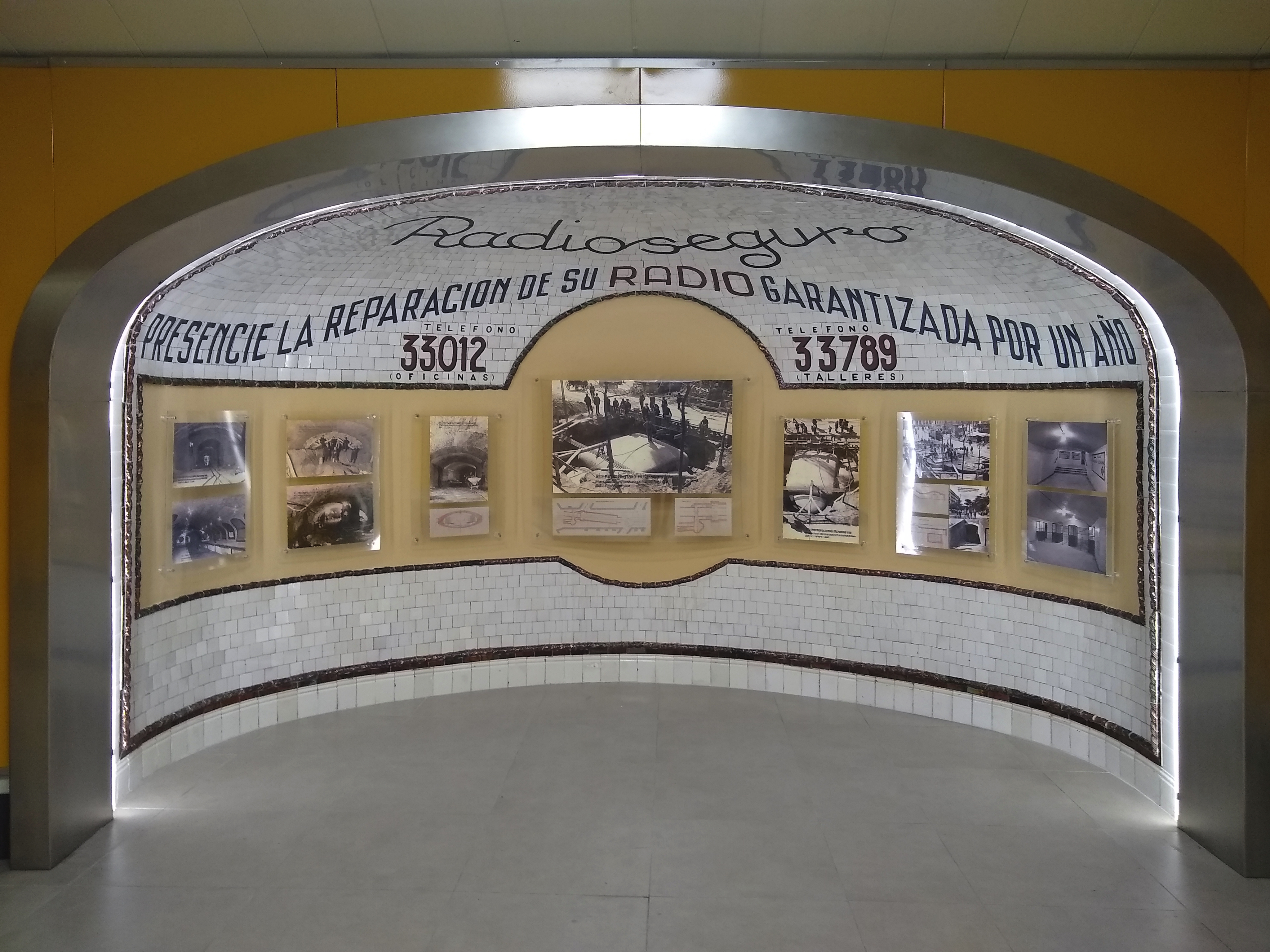
... y después de su conservación
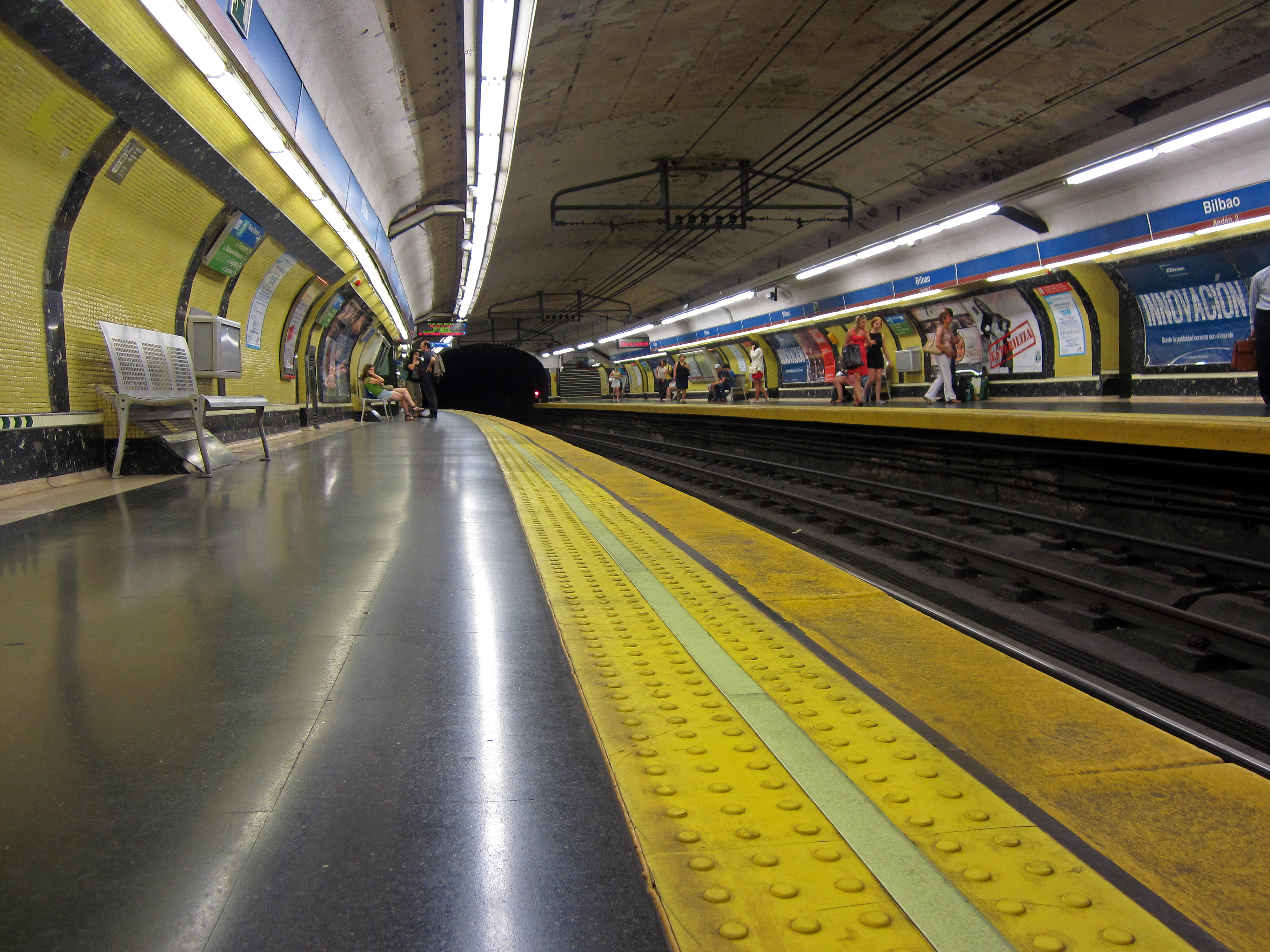
Andenes de la línea 4 antes...
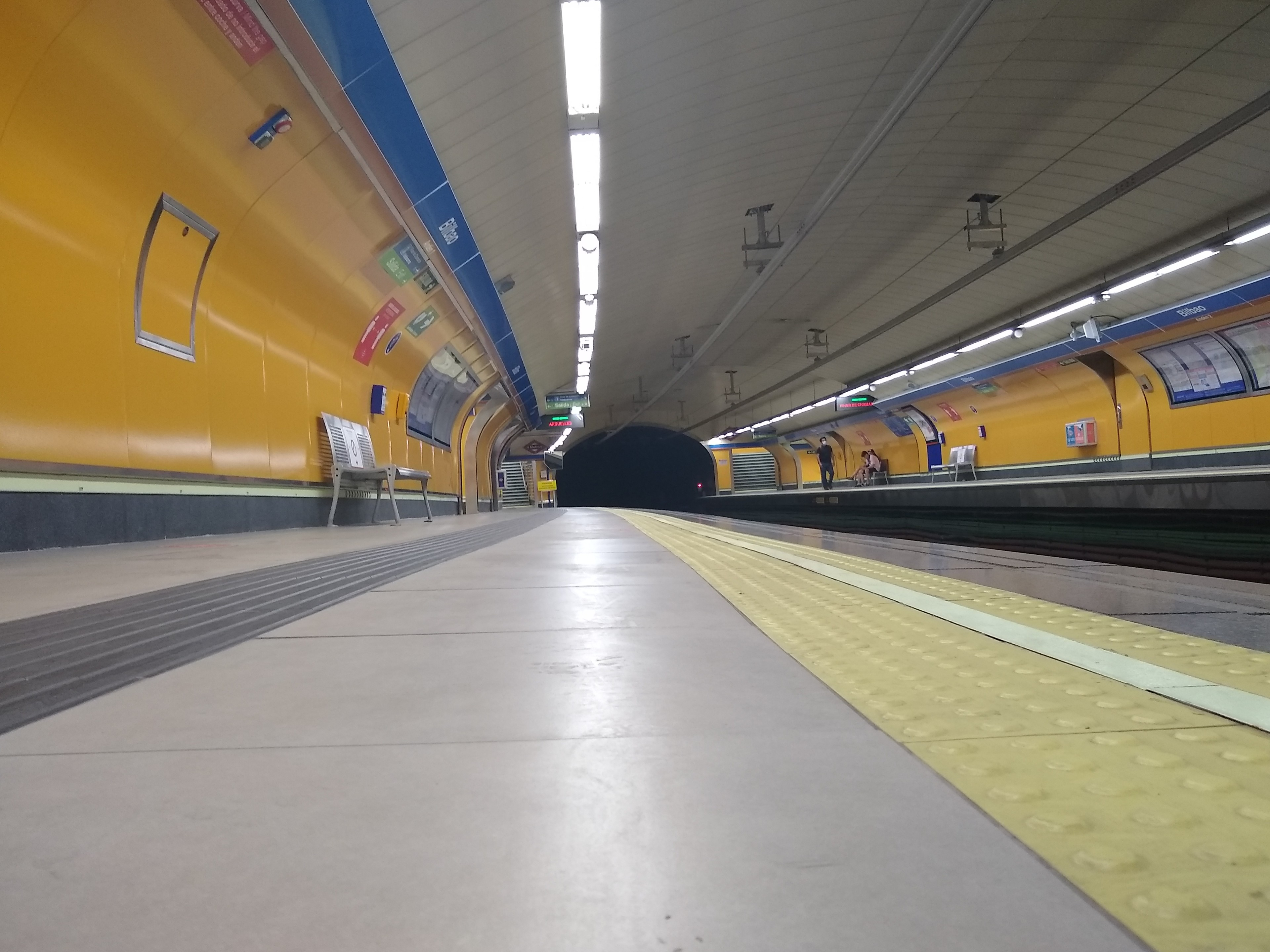
... y después de su reforma
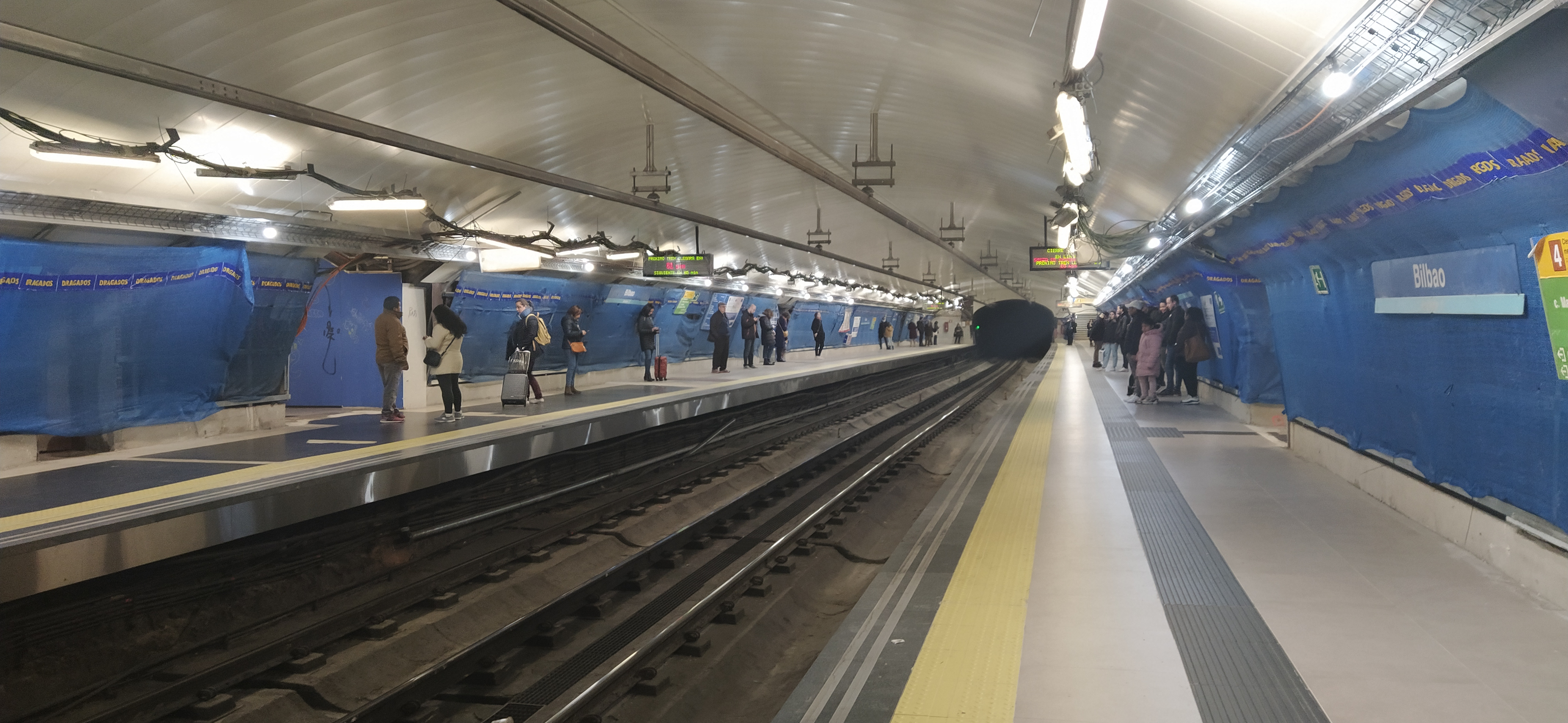
Andenes de la línea 1 durante...
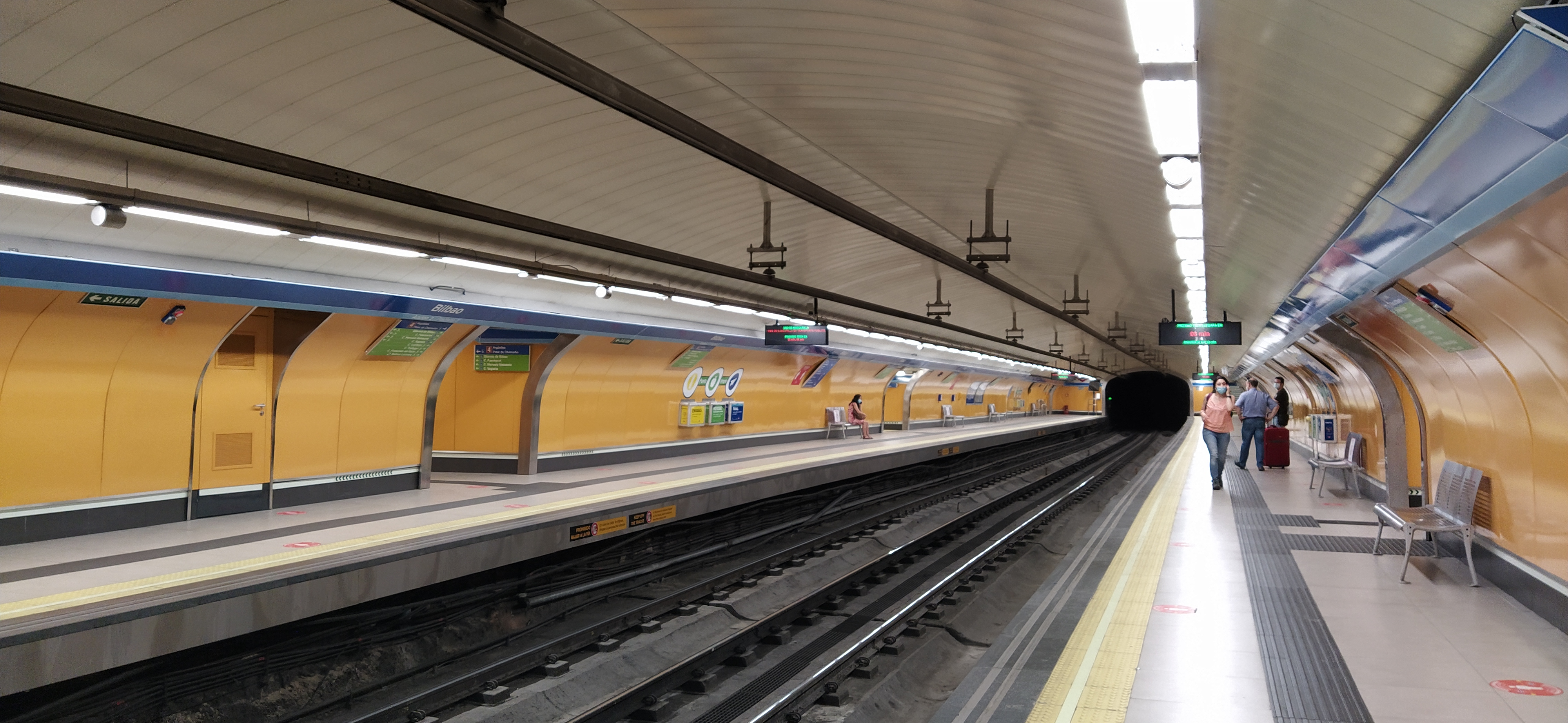
... y después de su reforma
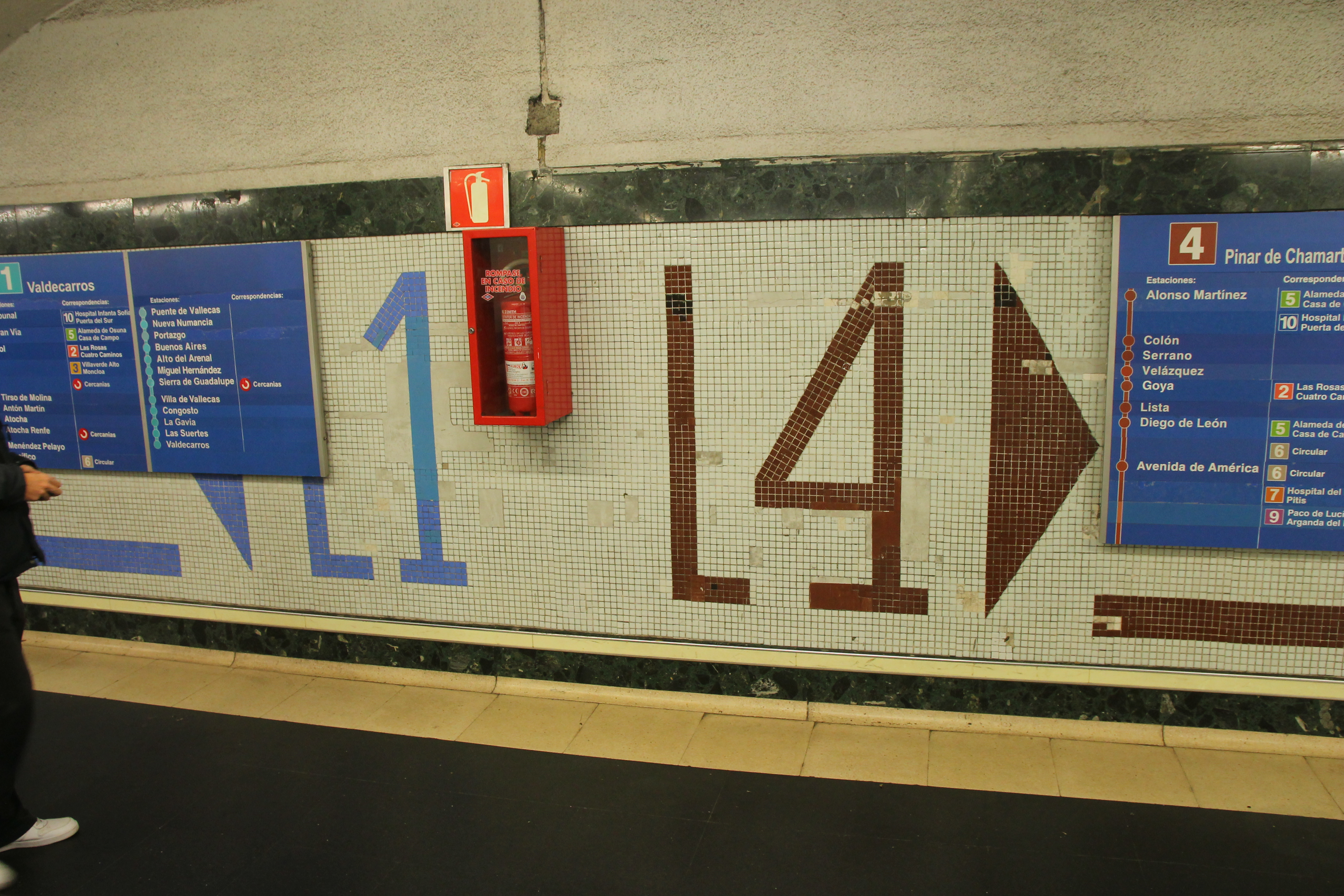
Señalización en el vestíbulo principal, antes...
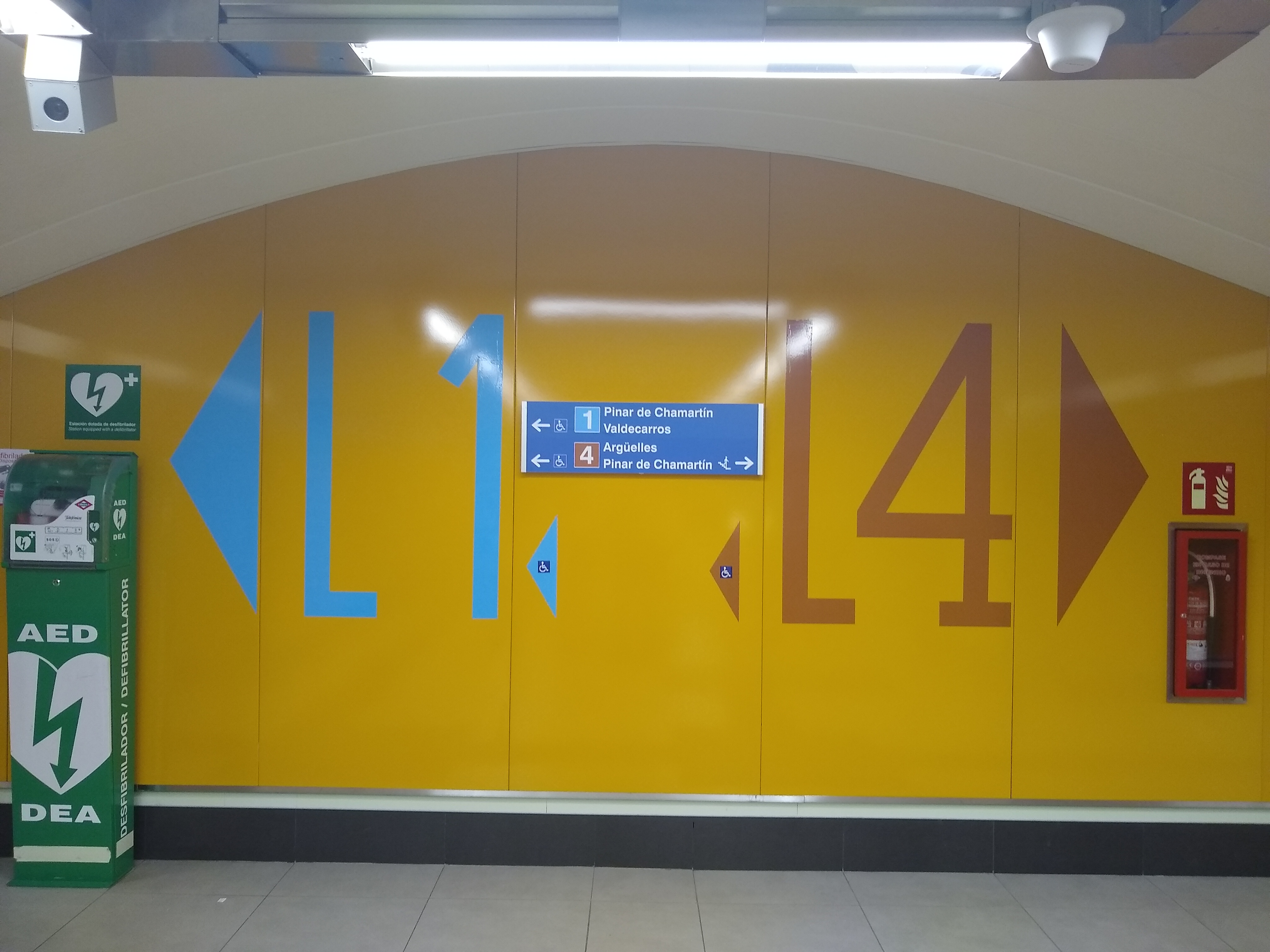
... y después de su reforma